# Glux-en-Glenne
Glux-en-Glenne ist eine französische Gemeinde mit 87 Einwohnern (Stand 1. Januar 2022) im Département Nièvre in der Region Bourgogne-Franche-Comté. Sie gehört zum Arrondissement Château-Chinon (Ville) und zum Gemeindeverband Morvan Sommets et Grands Lacs. Die Bewohner nennen sich Gluxois.

## Geografie
Die Gemeinde Glux-en-Glenne liegt etwa 30 Kilometer westlich von Autun im Regionalen Naturpark Morvan unmittelbar südlich des Mont Haut-Folin, des mit 901 m höchsten Gipfels des Morvan-Massivs. Im bewaldeten Süden der Gemeinde liegt der Gipfel des Mont Beuvray auf 821 m und im Westen der Gemeinde der 855 m hohe Mont Préneley, an dessen Ostflanke sich die eingefasste Quelle der 292 Kilometer langen Yonne befindet. Die Yonne fließt nach Norden ab, der Alène-Nebenfluss Roche entwässert das Gemeindegebiet nach Süden. Wälder bedecken mehr als die Hälfte des 22,06 km² großen Gemeindeareals. Auf dem Gebiet der Gemeinde befindet sich nahe dem Mont Beuvray ein Teil des keltischen Oppidums Bibracte aus der jüngeren vorrömischen Eisenzeit, Ort der Schlacht bei Bibracte. Im Norden und Osten grenzt die Gemeinde an das Département Saône-et-Loire. Zu Glux-en-Glenne gehören mehrere Weiler und Einzelhöfe. Die größten Weiler sind Les Calots, Villechaise, Anvers und L’Échenault.

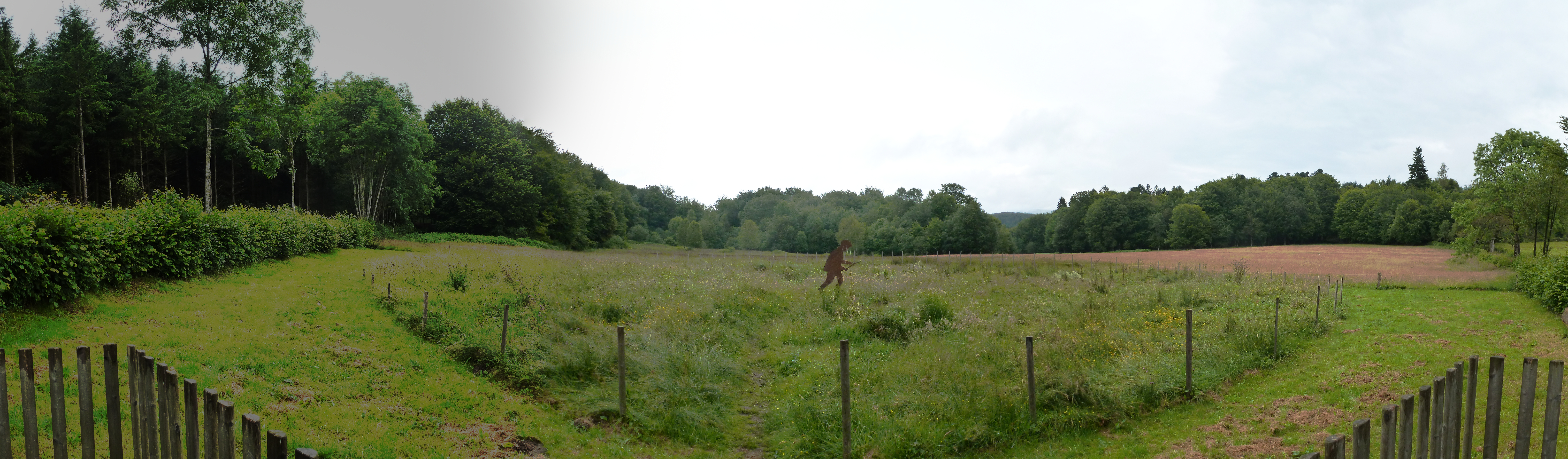
Panorama der Yonnequelle am Mont Préneley

Nachbargemeinden von Glux-en-Glenne sind Arleuf im Norden, Saint-Prix im Nordosten, Saint-Léger-sous-Beuvray im Südosten, Larochemillay im Süden, Villapourçon im Westen sowie Fâchin im Nordwesten.
In Glux-en-Glenne befindet sich mit etwa 250 Kilometern Entfernung das Paris am nächsten gelegene Skigebiet.

## Ortsname
Der Name des kleinen Dorfes Glux in der Kastellanei von Glenne tauchte erstmals 1287 in einer Urkunde als Ly auf. Der Name änderte sich über Lyeu (1297), Lyeux (1454) und Loco (1478) zu Glue (1707), ehe 1790 der amtliche Name Glux festgelegt wurde. 1981 erfolgte die Umbenennung nach Glux-en-Glenne. Eine Ableitung aus dem lateinischen Locus für Ort oder aus dem lateinischen Lucus für heiliges Holz werden als möglich erachtet.
Der Name kann auch aus der morvanburgundischen Sprache stammen, in der der Begriff glu für die mit Roggenstroh bedeckten Dächer der Bauernhäuser stand.
Der Begriff Glenne bezieht sich auf einen felsigen Grat östlich von Glux, auf dem das Castrum de Glana stand. Das lateinische glans steht für die Früchte der Eichen, die hier zahlreich in den Wäldern vorkommen. Jacques Gabriel Bulliot, der Amateurarchäologe und Entdecker von Bibracte vermutete das keltische Wort glen für Schlucht als Namensherkunft.

## Bevölkerungsentwicklung
| Jahr      | 1962 | 1968 | 1975 | 1982 | 1990 | 1999 | 2011 | 2021 |
| Einwohner | 306  | 242  | 175  | 143  | 114  | 105  | 104  | 88   |

Im Jahr 1896 wurde mit 838 Bewohnern die bisher höchste Einwohnerzahl ermittelt. Die Zahlen basieren auf den Daten von cassini.ehess.fr und insee.fr.

## Sehenswürdigkeiten

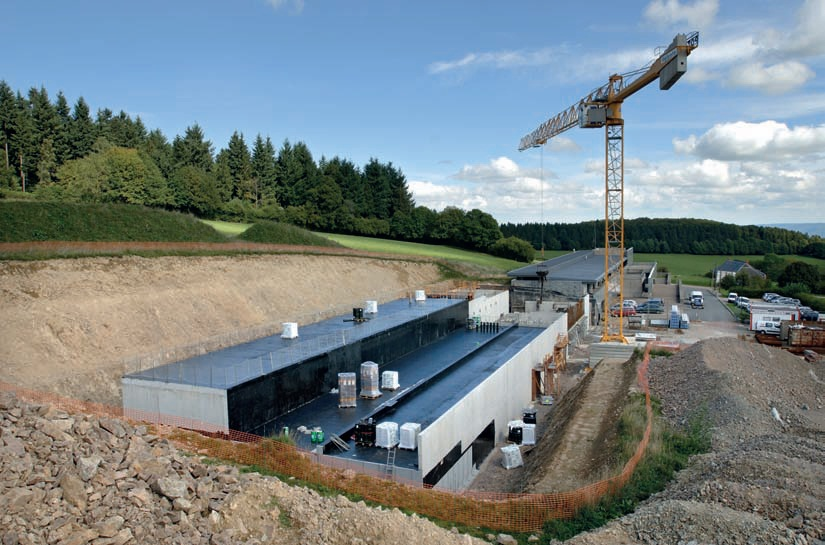
Archäologisches Grabungszentrum am Oppidum Bibracte

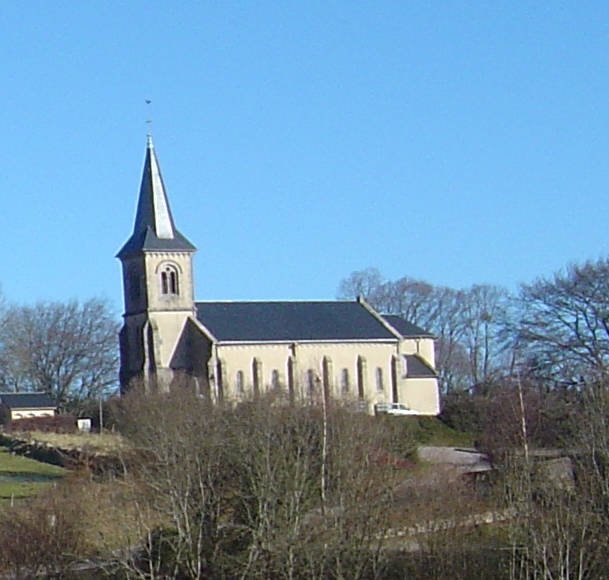
Kirche Saint-Denis

- Oppidum Bibracte[5] mit angeschlossener archäologischer Ausgrabungsstätte und dem Forschungszentrum, das François Mitterrand 1996 kurz vor seinem Tod einweihte
- Die Kirche Saint-Denis stammte ursprünglich aus dem 12. Jahrhundert mit romanischer Apsis und Torbogen. 1843 wurde das Kirchenschiff vergrößert –  mit fatalen Folgen: Statikprobleme ließen den Einsturz der Kirche vermuten. Sie wurde 2001 geschlossen und umfangreich restauriert. Die Wiedereröffnung fand am 31. Mai 2009 mit der Feier der Messe durch den Bischof von Nevers,  François Joseph Pierre Deniau, statt. Dadurch kamen auch drei mehrfarbige Holzstatuen (St. Dionysius, 16. Jahrhundert, Jungfrau und Kind, 17. Jahrhundert und St. Stephan, 19. Jahrhundert) wieder zum Vorschein.
- gallo-römisches Oratorium in der Nähe der Kirche, von Jacques Gabriel Bulliot ausgegraben
- mehrere Flurkreuze
- Ruinen des Château d’Abboville, 1888 mit rosa Granitfassade errichtet und 1983 durch einen Brand teilweise zerstört; es ist in privatem Besitz, kann nicht besichtigt und fotografiert werden.[6]
- Dorfbrunnen La Picherotte[7]
- La Ferme morvandelle, typischer Morvan-Bauernhof mit Dach aus Roggenstrohgeflecht auf einem Haselnusszweigrahmen
- La Pierre de la Wivre: Felsblock von 12 × 4 m mit einem Becken, das 25 bis 30 Liter Wasser fasst; der Name des Felsblocks geht auf vouivre = Schlange zurück und galt unter Mystikern als Hüter eines vergrabenen Schatzes[8]

## Wirtschaft und Infrastruktur
In der waldreichen Gemeinde Glux-en-Glenne sind sechs Forst- und fünf Viehzucht-Betriebe ansässig. Hotels, Pensionen und Ferienhäuser stehen Touristen zur Verfügung, die das Oppidum Bibracte und im Winter die Skipisten im Morvan aufsuchen.
Glux-en-Glenne liegt an der Straße, die Arleuf mit Saint-Léger-sous-Beuvray verbindet und so das südliche Morvan-Gebirge erschließt. Diesem Weg folgte auch die Tour de France 2007. Im 65 Kilometer westlich gelegenen Nevers besteht Anschluss an die Autoroute A77.

## Partnergemeinde
Mit der oberitalienischen Gemeinde Monterenzio pflegt Glux-en-Glenne eine Gemeindepartnerschaft.

## Persönlichkeiten
- Jacques Gabriel Bulliot (1817–1902), Amateurarchäologe und Entdecker von Bibracte

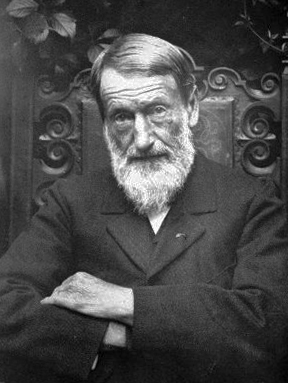
Jacques Gabriel Bulliot

## Belege
1. ↑  Namensherkunft auf patrimoinedumorvan.org (französisch)
2. ↑  Namensherkunft auf gallica.bnf.fr (französisch)
3. ↑  Glux-en-Glenne auf cassini.ehess.fr
4. ↑  Glux-en-Glenne auf insee.fr
5. ↑  Oppidum Bibracte in der Base Mérimée des französischen Kulturministeriums (französisch)
6. ↑  Château auf patrimoinedumorvan.org (französisch)
7. ↑  Brunnen auf mairie-glux-en-glenne.fr (Memento des Originals vom 16. Mai 2018 im Internet Archive)  Info: Der Archivlink wurde automatisch eingesetzt und noch nicht geprüft. Bitte prüfe Original- und Archivlink gemäß Anleitung und entferne dann diesen Hinweis. (französisch)
8. ↑  Pierre de la Wivre auf patrimoinedumorvan.org (französisch)
9. ↑  Land# und Forstwirtschaftsbetriebe auf annuaire-mairie.fr